# Johann Hinrich Dimpfel

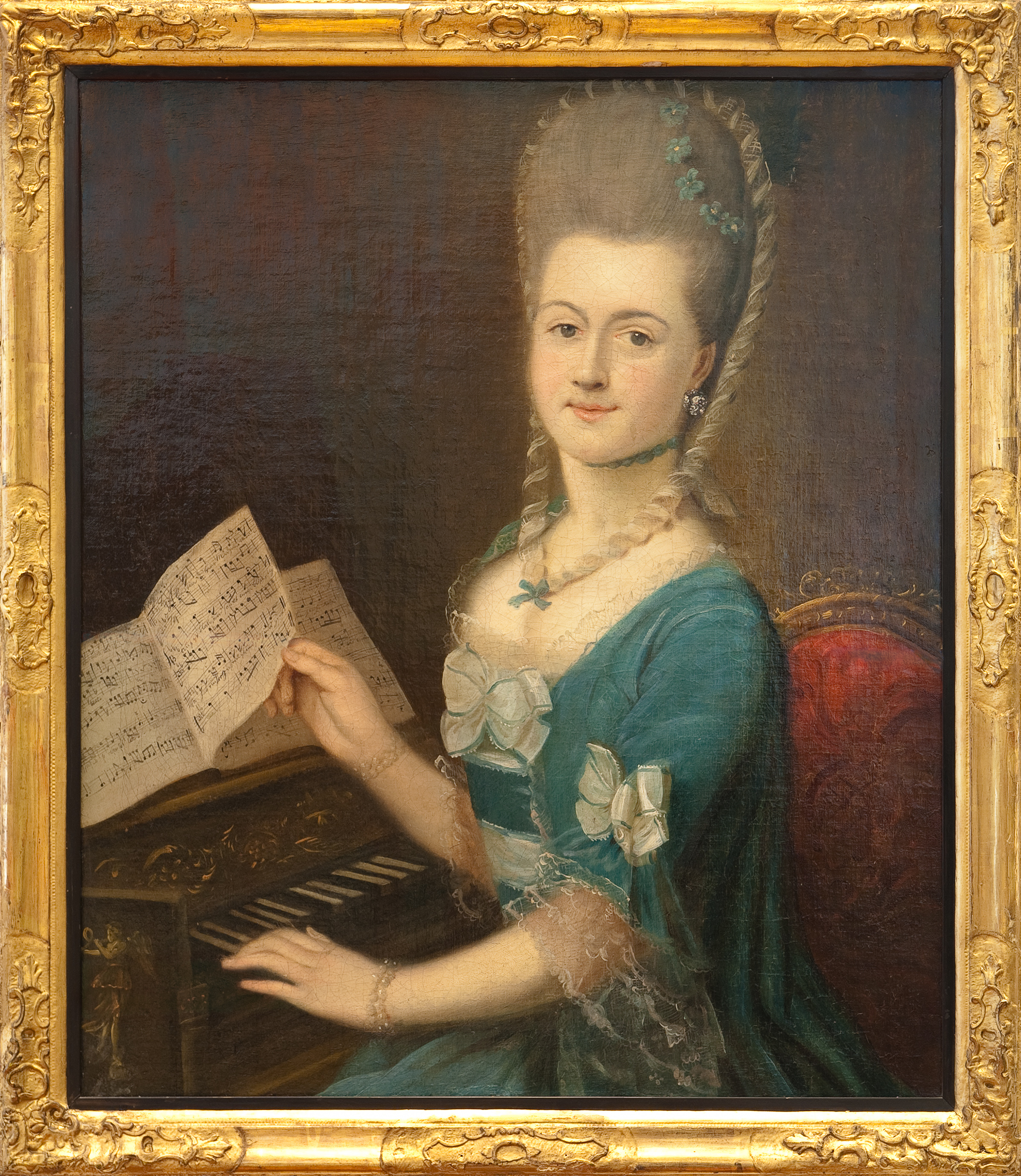
Dimpfels Tochter Johanna Elisabeth 1775 mit dem Vaterlandslied „Ich bin ein deutsches Mädchen“, das Klopstock ihr gewidmet hatte, in der Vertonung Carl Philipp Emanuel Bachs

Johann Hinrich Dimpfel (* 8. Januar 1717; † 16. September 1789) war ein Hamburger Kaufmann und Verleger.

## Leben
Von Januar 1763 bis Januar 1764 war er Präses der hamburgischen Commerz-Deputation (heute: Handelskammer Hamburg). Ab 1771 war er „mit allergnädigstem Kaiserlichen Privilegio“ Herausgeber der 1767 von Polycarp August Leisching (1730–93) begründeten Periodika Hamburgische Neue Zeitung und Hamburgische Addreß-Comtoir-Nachrichten.
Er war mit Catharina Margarethe Moller (1724–1773) verheiratet, einer Schwester von Klopstocks erster Ehefrau Margarethe (Meta) Moller. Nachdem Meta 1758 verstorben war, heiratete Klopstock 1791 die Tochter Dimpfels, die verwitwete Johanna Elisabeth von Winthem (1747–1821). 

## Elfenbeinbüste
Im Hamburger Museum für Kunst und Gewerbe befindet sich ein Gipsmodell einer Kleinbüste Dimpfels. Nach diesem Modell schuf Ludwig Lücke eine elf Zentimeter hohe, LC Lück 1747 signierte Elfenbeinbüste auf einem dreizehn Zentimeter hohen Holzsockel. Am 12. Dezember 2009 wurde diese Schnitzerei bei Bolland & Marotz in Bremen für 12.000 Euro versteigert.